# Ctenusa
Ctenusa is een geslacht van vlinders van de familie spinneruilen (Erebidae).

## Soorten
- C. curvilinea Hampson, 1913
- C. pallida (Hampson, 1902)
- C. varians (Wallengren, 1863)